# レックスバーグ (アイダホ州)
レックスバーグ（Rexburg）は、アメリカ合衆国アイダホ州の都市。マディソン郡の郡庁所在地である。人口は3万9409人（2020年）。アイダホフォールズの北60キロメートルに位置している。

## 概要
モルモン開拓者が入植して開拓した町である。1883年に法人化した。末日聖徒イエス・キリスト教会やブリガムヤング大学マディソン校がある。
1976年、完成したばかりのティートンダムが崩壊し、レックスバーグは大洪水に襲われた。11人が死亡した。

## 住民
伝統的に保守的な土地であり、住民の大半は共和党支持者である。
2020年アメリカ合衆国国勢調査によれば、市の貧困率は約36パーセントだった。これは全米の平均約11パーセントよりかなり高かった。

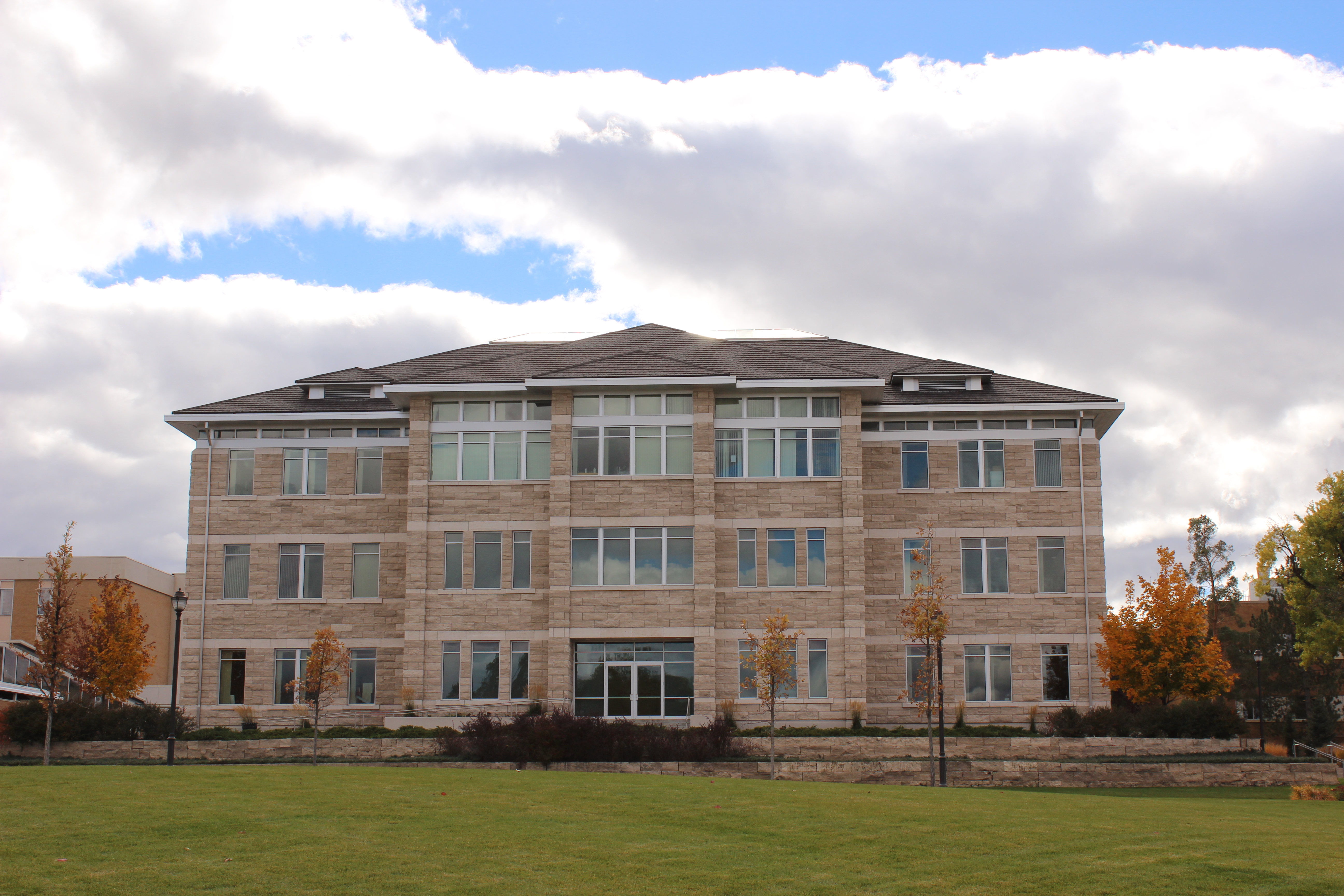
ブリガムヤング大学マディソン校

## 関係者
- クレイトン・モーテンセン：野球選手
- マット・リンドストロム：野球選手
- マーク・ヘグステッド：栄養学者